# Lyclene kosterini
Lyclene kosterini (лат.) — вид чешуекрылых из подсемейства медведиц (Arctiinae). Вид назван в честь российского одонатолога и коллектора насекомых Юго-Восточной Азии О. Э. Костерина. Обитают в Камбодже.

## Описание
Длина передних крыльев 10 мм у самцов, 9,5—11,5 мм у самок. Передние крылья самцов жёлтые с тёмными вкраплениями. Представители вида имеют характерную тёмную кромку на задних крыльях.